# Supercupa Georgiei
Supercupa Georgiei este competiția fotbalistică de supercupă anuală din Georgia, disputată între campioana din Umaglesi Liga și câștigătoarea Cupei Georgiei, fiind organizată începând cu anul 1996.
Dacă același club a câștigat ambele competiții, echipa finalistă din Cupa Georgiei va fi cel de-al doilea participant din Supercupa Georgiei. Acest lucru s-a întâmplat în 1996 și 1997, când FC Dinamo Tbilisi a realizat dubla în ambele ocazii.

## Ediții
| Sezon           | Câștigător                                                      | Scor                   | Finalistă                                                  | Stadion                                     |               |
| --------------- | --------------------------------------------------------------- | ---------------------- | ---------------------------------------------------------- | ------------------------------------------- | ------------- |
| 2013 22.12.2013 | FC Chikhura Sachkhere (1) Finalistă Cupa Georgiei               | 1 − 0                  | FC Dinamo Tbilisi Campioana Umaglesi Liga și Cupa Georgiei | Stadionul Miheil Meshi, Tbilisi             |               |
| 2012 22.02.2013 | FC Zestafoni (2) Campioana Umaglesi Liga                        | 4 – 2 a.e.t., 4–2 pen. | FC Dila Gori Câștigătoare Cupa Georgiei                    | Stadionul Miheil Meshi, Tbilisi             |               |
| 2011 29.05.2012 | FC Zestafoni (1) Campioana Umaglesi Liga                        | 3 − 1                  | FC Gagra Câștigătoare Cupa Georgiei                        | Stadionul Miheil Meshi, Tbilisi             |               |
| 2010 21.12.2010 | FC Metalurgi Rustavi (1) Campioana Umaglesi Liga                | 2 – 0                  | FC WIT Georgia Câștigătoare Cupa Georgiei                  | Stadionul Național Boris Paiciadze, Tbilisi |               |
| 2009 16.12.2009 | FC WIT Georgia (1) Campioana Umaglesi Liga                      | 2 – 1 a.e.t.           | FC Dinamo Tbilisi Câștigătoare Cupa Georgiei               | Poladi Stadium, Rustavi                     |               |
| 2008 02.12.2008 | FC Dinamo Tbilisi (5) Campioana Umaglesi Liga                   | 1 – 0                  | FC Zestafoni Câștigătoare Cupa Georgiei                    | Stadionul Miheil Meshi, Tbilisi             |               |
| 2007 08.12.2007 | FC Ameri Tbilisi (2) Câștigătoare Cupa Georgiei                 | 4 – 1                  | FC Metalurgi Rustavi Campioana Umaglesi Liga               | Tengiz Burjanadze Stadium, Gori             |               |
| 2006 30.11.2006 | FC Ameri Tbilisi (1) Câștigătoare Cupa Georgiei                 | 1 – 0                  | FC Sioni Bolnisi Campioana Umaglesi Liga                   | Stadionul Miheil Meshi, Tbilisi             |               |
| 2005 13.09.2005 | FC Dinamo Tbilisi (4) Campioana Umaglesi Liga                   | 1 – 0                  | FC Lokomotivi Tbilisi Câștigătoare Cupa Georgiei           | Tsentral Stadium, Batumi                    |               |
| 2000–2004       | Nu a avut loc                                                   | Nu a avut loc          | Nu a avut loc                                              | Nu a avut loc                               | Nu a avut loc |
| 1999 28.02.2000 | FC Dinamo Tbilisi (3) Campioana Umaglesi Liga                   | 1 − 0                  | FC Torpedo Kutaisi Câștigătoare Cupa Georgiei              | Stadionul Național Boris Paiciadze, Tbilisi |               |
| 1998 01.08.1998 | FC Dinamo Batumi (1) Câștigătoare Cupa Georgiei                 | 2 − 1                  | FC Dinamo Tbilisi Campioana Umaglesi Liga                  | Tsentral Stadium, Batumi                    |               |
| 1997 03.08.1997 | FC Dinamo Tbilisi (2) Campioana Umaglesi Liga and Cupa Georgiei | 4 − 1                  | FC Dinamo Batumi Finalistă Cupa Georgiei                   | Givi Kiladze Stadium, Kutaisi               |               |
| 1996 27.07.1996 | FC Dinamo Tbilisi (1) Campioana Umaglesi Liga and Cupa Georgiei | 4 – 0                  | FC Dinamo Batumi Finalistă Cupa Georgiei                   | Tsentral Stadium, Batumi                    |               |

## Performanță după club
| Club               | Trofee | Finale | Anii trofeelor               | Anii finalelor   |
| ------------------ | ------ | ------ | ---------------------------- | ---------------- |
| Dinamo Tbilisi     | 5      | 3      | 1996, 1997, 1999, 2005, 2008 | 1998, 2009, 2013 |
| FC Zestafoni       | 2      | 1      | 2011, 2012                   | 2008             |
| Ameri Tbilisi      | 2      | 0      | 2006, 2007                   | -                |
| Dinamo Batumi      | 1      | 2      | 1998                         | 1996, 1997       |
| WIT Georgia        | 1      | 1      | 2009                         | 2010             |
| Metalurgi Rustavi  | 1      | 1      | 2010                         | 2007             |
| Chikhura Sachkhere | 1      | 0      | 2013                         |                  |
| Torpedo Kutaisi    | 0      | 1      | -                            | 1999             |
| Lokomotivi Tbilisi | 0      | 1      | -                            | 2005             |
| Sioni Bolsini      | 0      | 1      | -                            | 2006             |
| FC Gagra           | 0      | 1      | -                            | 2011             |
| Dila Gori          | 0      | 1      | -                            | 2012             |